# 莫斯卡利
51°35′1″N 30°58′40″E / 51.58361°N 30.97778°E
莫斯卡利（烏克蘭語：Москалі），是烏克蘭北部切爾尼希夫州切爾尼希夫區米哈伊洛-科秋宾斯凯市镇的村落。始建於1690年，面積0.51平方公里，海拔高度157米，2001年人口100，人口密度每平方公里196.5人。